# Franz Johann Hofmann
Franz Johann Hofmann (ur. 5 kwietnia 1906 w Hof, zm. 14 sierpnia 1973 w Straubing) – zbrodniarz hitlerowski, członek załogi obozów koncentracyjnych Dachau, Auschwitz-Birkenau i Natzweiler-Struthof oraz SS-Hauptsturmführer.

## Życiorys
Członek NSDAP (nr legitymacji partyjnej 1369617) i SS (nr identyfikacyjny 40651) od 20 lipca 1932. Po krótkiej służbie w Schutzpolizei pod koniec września 1933 rozpoczął służbę w niemieckich obozach jako strażnik w Dachau. W Dachau przebywał do listopada 1942, awansując na zastępcę Schutzhaftlagerführera. Od 1 grudnia 1942 Hofmann pełnił służbę w Auschwitz-Birkenau. Początkowo sprawuje funkcję Schutzhaftlagerführera w głównym obozie Auschwitz, następnie jest kierownikiem obozu w cygańskim obozie w Brzezince. 15 maja 1944 został przeniesiony do kompleksu obozowego Natzweiler-Struthof, gdzie był Lagerführerem w kilku podobozach. Podczas swojej służby obozowej Hofmann dopuścił się wielu zbrodni, na każdym kroku maltretując i bijąc więźniów. Jako członek kierownictwa obozowego swoim sadystycznym zachowaniem dawał przykład esesmanom niższej rangi, zwiększając jeszcze ich okrucieństwo.
Po wojnie początkowo nie był niepokojony, ale ostatecznie dwukrotnie zasiadł na ławie oskarżonych pod zarzutem popełnienia zbrodni wojennych i zbrodni przeciw ludzkości. 19 grudnia 1961 zachodnioniemiecki sąd w Monachium skazał Hofmanna za zbrodnie popełnione w Dachau na dożywocie. Taki sam wyrok na Hofmanna wydał w 1965 sąd we Frankfurcie nad Menem w tzw. drugim procesie oświęcimskim, który dotyczył zbrodni popełnionych w obozie Auschwitz-Birkenau. Zmarł w więzieniu w 1973.